# Битва при Бадрі
Битва при Бадрі (араб. غزوة بدر) — перша велика битва Магомета з паганами-мекканцями (до даної битви з 623 по 624 відбулося лише декілька малих зіткнень), що відбулась у другому році по гіджрі сімнадцятого числа місяця Рамадана в п'ятницю вранці 13 березня 624 року біля колодязів Бадру на шляху від Медіни до Мекки. Велика бойова перемога мусульман і фактично поворотний пункт у їх боротьбі проти курайшитів. Посилила поширення ісламу аж до великої поразки мусульман в битві при Ухуді (627). Мусульманська армія налічувала 300—317 осіб, 82-86 мухаджирів, 61 людину з племені Аус і 170 з племені Хазрадж.

## Причини Битви
У мекканській період діяльності Магомета він і його сподвижники зазнавали усіляких нападів, погроз, побоїв і знущань. Це спонукало Магомета спочатку переселити мусульман до Ефіопії (сам він залишився в Мецці), а потім переселитися в Йасріб (Медіну), де місцеві жителі прийняли іслам. У Магомета з'явилася підтримка населення Медіни і армія відповідно. Але армія курайшитів була чисельнішою і спочатку мусульмани лише стежили за караванами курайшитів що проходил повз Медіну, а згодом Магомет вирішив напасти на один з них. Такі напади на каравани (мусульмани нападали тільки на каравани курайшитів) чинили тиск на очільників Мекки, також  у мусульман залишилося багато майна у Мецці і це було свого роду поверненням забраного.
У місяці джумада-ль-Уля і джумада-ль-Ахіра другого року гіджри (листопад-грудень 623 р.н. е.). Магомет, очолив загін із ста п'ятдесяти або двохсот мухаджирів для походу на Зу-ль-'Ушайру. Вони вели з собою тридцять верблюдів, на яких їхали по черзі, маючи намір перехопити караван курайшитів, що прямував до Шаму. Були отримані розвіддані, що цей караван з багатствами курайшитів вийшов з Мекки, проте, коли пророк, дістався до аль-'Ушайри, виявилося, що караван пройшов тут кілька днів тому.
Коли настав час повернення каравану назад до Мекки, Магомет послав Тальху бін Убайдуллаха і Саїда бін Зайда на північ у розвідку. Вони дісталися до аль-Хаури і залишалися там, поки повз не пройшов караван, в якому знаходився Абу Суфйан, після чого поспішили до Медини і доповіли про все Магомету.
Караван складався з тисячі верблюдів а його охорона була близько ста чоловік. Мусульманам випала нагода завдати нищівного військового, політичного і економічного удару язичникам.

## Чисельність та склад військ

### Сили мусульман і розподіл командування
Пророк нікого не змушував виступати в цей похід, залишивши все на розсуд самих воїнів, бо, він не очікував, що замість каравану йому доведеться зустрітися з армією мекканців. Тому багато його сподвижників залишилися в Медині.
Разом з Магометом, в похід виступити більше трьохсот десяти воїнів (за іншими даними їх було або 313, або 314, або 317 чоловік), в тому числі вісімдесят два (за іншими даними 83 або 86) мухаджирів, шістдесят одна людина з племені Аус і сто сімдесят хазраджитів. У мусульман було тільки двоє коней, один з яких належав аз-Зубайру бін аль-Авваму, а інший — аль-Мікдаду бін аль-Асваду аль-Кінді, а також сімдесят верблюдів, на яких по черзі їхало двоє чи троє вершників. Одного верблюда на трьох мали також Магомет, Алі і Мурсід бін Абу Мурсід аль-Ганаві.
Загальне командування всіма військовими силами мусульман було доручено Мус'абу бін 'Умайру аль-Курайш аль-'Абдарі.
Пророк, розділив військо мусульман на два загони.
1. Загін мухаджирів, прапороносцем якого був Алі бін Абу Таліб.
2. Загін ансарів, прапороносцем якого був Саад бін Му'аз.
Командувачем правого крила був призначений аз-Зубайр бін аль-'Аввам, а лівого — Амр аль-Мікдад бін аль-Асваду, лише у них, як вже згадувалося раніше, були коні. Командуючим ар'єргардом був призначений Кайсен бін Абу Са'са'а, а загальне керівництво як верховний головнокомандувач здійснював посланник Аллаха.

### Сили мекканців
Абу Суфйан, який був у каравані старшим, робив всі можливі запобіжні заходи. Він знав, що дорога на Мекку небезпечна, намагався дізнаватися новини, розпитував кожного зустрічного вершника, і вже скоро розвідники доповіли йому, що Магомет, зібрав своє військо для нападу на караван. Тоді Абу Суфйан найняв Дамдама бін Амра аль-Гіфарі, пославши його в Мекку для того, щоб попередити курайшитів.
Мекканці, швидко здійснили всі необхідні приготування. Кожен з них повинен був піти в похід особисто або відправити за себе іншу людину, і врешті-решт усі вони вирішили виступати, після чого в Мецці не залишилося нікого з представників знаті, крім Абу Лягаба, що послав замість себе свого боржника.
Основу мекканського війська, на початку походу, склали собою близько тисячі трьохсот бійців. Серед них було сто вершників, шістсот чоловік мали зброю і вони вели з собою безліч верблюдів, точна кількість яких невідома. Загальне керівництво цим військом здійснював Абу Джагль бін Гішам.
Курайшити дуже швидко рухалися на північ у напрямку Бадру. Вони пройшли через вади 'Усфан, потім минули Кудайд, а потім — аль-Джухфу, де отримали нове послання від Абу Суфйана, в якому він писав їм: «Ви виступили в дорогу, щоб захистити ваш караван, ваших людей і ваші багатства, але все це вже вберіг Аллах, повертайтеся ж назад».
З огляду на те, що караван був у безпеці, деякі з курайшитських вождів хотіли повернутися але Абу Джагль не збирався цього робити. Попри Абу Джагля, аль-Ахнас бін Шурайк порадив курайшитам повертатися, проте вони не прислухалися до його слів. Зрештою сам він та люди з роду бану Зухра, союзником і керівником яких у цьому поході він був, повернулися назад, їх було близько трьохсот чоловік. Таким чином, після повернення зухрітів назад до Мекки, армія в складі тисячі бійців продовжила свій шлях до Бадру і рухалася до тих пір, поки не зупинилася за піщаним горбом в місці під назвою аль-'Удват аль-Кусва, яке розташоване поблизу ваді Бадр.

### Табір мусульман
Розвідка мединців доповіла посланникові Аллаха відомості про караван і військо мекканців. Обміркувавши отримані данні, пророк переконався в тому, що зіткнення неминуче. Не залишалося ніяких сумнівів у тому, що якщо він дозволить мекканській армії нишпорити в цьому районі, це зміцнить військовий стан курайшитів і їхню політичну владу, а авторитет мусульман ослабне.
З урахуванням раптового й небезпечного розвитку подій посланник Аллаха зібрав вищу військову раду, змалював становище і обмінявся думками з простими воїнами і командирами. Вони вирішили йти далі і покинули Зафран рухаючись по гірських перевалах, а потім зупинилися неподалік від Бадра звідки Магомет посилав розвідку.
Після цього, посланник Аллаха вирушив у дорогу зі своїм військом, щоб досягти колодязів Бадра, перш ніж це встигнуть зробити язичники, він привів їх до найближчого від ворога колодязя, де залишався до середини ночі, а потім мусульмани стали рити водойму і засипати всі інші колодязі щоб відрізати курайшитів від джерел питної води.

## Хід битви

Мапа битви при Бадрі

Бій почав аль-Асвад бін Абд аль-Асад аль-Махзумі, до нього вийшов Гамза бін Абд аль-Мутталіб, коли вони зійшлися, Гамза відрубав йому ногу до середини гомілки. Аль-Асвад впав на спину і з його ноги в бік його товаришів хлинула кров, а потім він поповз до водойми, щоб кинутися в нього, а Гамза, який хотів утримати його від цього, завдав йому ще один удар, який настиг його, коли він уже впав туди.

### Поєдинок
Цей поєдинок і поклав початок бою. Після цього вперед вийшли 'Утба Ібн Рабі'а, його брат Шайба Ібн Рабі'а і аль-Валід бін Утба, три найкращих вершника курайшитів, які були членами однієї сім'ї. До них вийшли троє молодих ансарів — 'Ауф Ібн аль-Харіс і Му'аз Ібн аль-Гаріс, а також Абдуллах бін Раваха. Мекканци запитали: «Хто ви?» Вони відповіли: «Ми з числа ансарів». Мекканці сказали: «Ви рівні нам і ви шановні люди, але нам потрібні не ви, бо хочемо битися з синами нашого дядька!» тоді посланник Аллаха сказав: «Вставай, о 'Убайда бін аль-Харіс, вставай, о Алі, вставай, о Гамза!» після чого найстарший з мусульман, 'Убайда, став битися з' Утбой бін Рабі'а, Гамза з Шайбою, а Алі з аль-Валідом. Гамза і Алі відразу ж зарубали своїх супротивників, а 'Убайда і його противник завдали по два удари і поранили один одного, тоді Алі і Гамза напали на 'Утбу і вбили його, а' Убайду, у якого була відрубана нога, винесли з поля бою, через п'ять днів він помер.

### Загальний наступ
Після втратили трьох своїх найкращих вершників і ватажків, курайшити, всі як один кинулися на мусульман.
Мусульмани ж почали відбивати слідуючи одна за одною атаки язичників, залишаючись на своїх позиціях, обороняючись і завдаючи ворогам серйозні втрати. Згодом коли атаки курайшитів не були такими лютими і їх запал згас, Магомет наказав мусульманам йти в контрнаступ, завдяки чому позицій мусульман було зміцнено, які тільки почали проявляти свою активність і рвалися в бій. Отримавши наказ триматися і йти в наступ, вони кинулися вперед, зминаючи ряди і рубаючи голови ворогів, а завзяття їм додавало те, що вони бачили, як посланник Аллаха підстрибнув у своїх обладунках і привселюдно рішуче сказав: «Скоро буде розбито цей натовп, і вони звернуться у втечу …» («Місяць», 45) Ось чому мусульмани проявили виняткову стійкість у бою, а ангели допомагали їм. Ібн Са'ді повідомляє, що Ікріма сказав: «У той день бувало так, що голову людини відрубували, а він і не знав, хто завдав йому удару, і людині відрубували руку, а він і не знав, хто завдав йому удару». Абу Дауд аль-Мазіні сказав: «Воістину, я переслідував одну людину з числа багатобожників, щоб завдати йому удару, як раптом голова його впала на землю ще до того, як до неї дотягнувся мій меч, і я зрозумів, що його вбив хтось інший».

### Нищівна поразка
Ряди багатобожників стали приходити в розлад і з'явилися ознаки того, що вони зазнають невдачі. Вони стали слабшати, не витримуючи наполегливих атак мусульман, і поступово бій підійшов до свого завершення. Натовпи багатобожників звернулися в безладну втечу, а мусульмани переслідували втікачів, захоплюючи деяких курайшитів в полон, а деяких вбиваючи, поки все це не закінчилося повним розгромом ворога.

### Загибель Абу Джагля
Повідомляється, що 'Абд ар-Рахман бін Ауф, сказав: "Перебуваючи в ряду (бійців) в день (битви при) Бадрі, я подивився праворуч і ліворуч від себе, і виявилося, що по обидва боки від мене стоять два зовсім молодих ансара, так що я навіть захотів, щоб поруч зі мною був хто-небудь сильніший. Один з них спитав: «Дядько, чи знаєш ти Абу Джагля?» Я сказав: «Так, а навіщо він тобі?» Він сказав: "Мені сказали, що він ображає посланника Аллаха і клянуся Тим, у Чиїй долоні моя душа, воістину, якщо я його побачу, то вже не розлучуся з ним, поки той з нас, кому судилося померти першим, не помре! „І я здивувався цьому, а потім мені подав знак очима другий (хлопець), який сказав щось подібне. Після цього пройшло зовсім небагато часу, і побачивши серед людей Абу Джагля, я сказав (їм): «Ось той, про кого ви питали мене». Тоді вони кинулися на нього і зарубали його своїми мечами (Що ж стосується імен цих юнаків, то їх звали Муаз бін Амр бін аль-Джамухи і Муаввіз син Афри)
Коли посланник Аллаха дізнався про смерть Абу Джагля, він сказав: «Аллах великий, хвала Аллаху, який стримав Свою обіцянку, і допоміг Своєму рабу і Один розбив племена! Ходімо, покажеш мені його», і Ібн Мас'уд показав пророку його голову, а він сказав:“ Він був подібний до фараона для цього народу ".
Тіла всіх убитих Магомет наказав скинути в колодязь аль-Каліб. Всі тіла були скинуті, крім тіла Умаййі ібн Халяфа, бо його тіло роздулося у кольчузі і заповнило її. Потім воно почало розкладатися. Тіло залишили і закидали землею і камінням, заривши його повністю.
Результатом битви була втеча язичників і перемога мусульман. Чотирнадцять мусульман загинули, з яких шестеро були Мухаджирами, а вісім — Ансарами. Жертви серед багатобожників: сімдесят людей було вбито і стільки ж взято в полон.

## Ставлення до полонених
Були взяті трофеї і військовополонені, двоє з яких були страчені. (Це були двоє язичників, які були відомі своїми ворожими діями — Укба ібн Абу Муайт і ан-Надр ібн аль-Харіс. Ан-Надр був одним з найбільш вороже налаштованих до мусульман курайшитів, був одним з командирів у битві при Бадрі, Укба також був одним з найбільш вороже налаштованих курайшитів, відомий випадок, коли він плюнув Магомету в обличчя, до того ж він був родичем Магомета). Полонених розподілили серед сподвижників. Магомет велів обходитися з ними по-доброму. Це наказ був виконаний. Полоненим давали хліб, хоча самі їли фініки (фініки була дуже скромною їжею, їжею для бідних). Як розповідав Абу Азіз ібн Умайр, один із бранців, коли мусульмани приступали до обіду або вечері, давали йому хліб, а самі їли фініки, виконуючи тим самим наказ Пророка щодо полонених. Як тільки кому-небудь з мусульман в руки потрапляв шматок хліба, він негайно ж схоплювався і давав йому цей шматок. Абу Азіз соромився і повертав хліб кому-небудь з них, а той знову повертав його, навіть не доторкнувшись (можливо, мається на увазі — боячись доторкнутися). Слід зауважити, що Абу Азіз був командиром групи язичників у битві при Бадрі після ан-Надра ібн аль-Харіса. Про подібний ставленні до полоненим говориться в Корані: «Вони дають їжу біднякам, сиротам і полоненим, попри любов до неї» (Сура «Людина» 8). Мати викупила Абу Азіза за 4 тисячі дірхамів. Умар ібн аль-Хаттаб хотів вибити два передніх зуба бранця Сухайля ібн Амра, щоб той не зміг більше злословити проти Магомета, про що сказав самому Магомету, який заборонив йому це. Також переказували, що він сказав, що, можливо, Сухайль ібн Амр займе таку позицію, яку Умар не буде засуджувати.
Серед полонених язичників був Амр ібн Абу Суфьян ібн Харб. Абу Суфьян відмовився викупати свого сина. Саад ібн аль-Нугман ібн Аккаль з роду Амр ібн Ауф, який був старим і прийняв іслам, вирушив у мале паломництво зі своїм сином. Тоді Абу Суфьян ібн Харб напав на нього, захопивши його разом з сином, хоча курайшити обіцяли не нападати на паломників, що здійснюють великий і малий хадж, зустрічаючи їх із добром. Тоді люди з роду Бану Амр ібн Ауф пішли до Магомета. Вони попросили дати їм Амра ібн Абу Суфьяна, щоб обміняти його на Саада. Магомет віддав їм Амра ібн Абу Суфьяна і ті обміняли його на Саада.
Викуп за полонених язичників склав від тисячі до чотирьох тисяч дірхамів за особу. Виняток склали незаможні, які були звільнені без викупу (наприклад Абу Аззана Амр, який був бідний і мав багато дітей). Серед тих хто був звільнений без викупу, була людина, за якого ніхто не прийшов з викупом і з якого взяли слово, що він виплатить його, коли повернеться, але він нічого не заплатив.

## Значення
Битва при Бадрі сильно вплинула на подальший хід ісламської історії на Аравійському півострові. Магомет з меккського ізгоя перетворився на великого лідера. Маршалл Ходжсон додав, що перемога при Бадрі змусила інших арабів «вважати мусульман, як претендентів і потенційних спадкоємців престижу та політичної влади які до того часу належали Курайшитам». Перемога при Бадрі дозволила Магомету укріпити свою позицію в Медині. Незабаром після цього він вигнав Бану Кайнака, одне з єврейських племен в Медині, які загрожували його політичній позиції, і які скоїли напад на мусульманську жінку, що призвело до їхньої висилки за порушення мирного договору. У той же час Абдуллаг ібн Убай, головний противник Магомета в Медині і глава лицемірів, знайшов своє становище серйозно ослабленим. Відтепер він не буде мати можливості завдавати великих клопотів Магомету.
Іншим основним підсумком битви при Бадрі стала смерть Амра ібн Хашима, а також багатьох інших дворян Курайшитів що призвело до того що Абу Суфйан, автоматично став головою курайшитів. Пізніше, коли Магомет увійшли до Мекки, через шість років, Абу Суфйан був тим хто допоміг у переговорах про мирну здачу Мекки. Абу Суфйан згодом став високопоставлений чиновником в ісламському халіфаті, його син Муавія пізніше був засновником династії Омеядів.
Битві при Бадрі майже повністю присвячена 8-ма сура Корану.